# Сушков, Вячеслав Владимирович
Сушков Вячеслав Владимирович (12 июля 1880 — 19 июля 1951, город Казань) — ученый, педагог, ректор Иваново-Вознесенского политехнического института.

## Биография
Родился 12 июля 1880 года в городе Казань в семье отставного подполковника. Отец Владимир Дмитриевич — врач, друг Антона Павловича Чехова. Мать Лидия Александровна Гештовт — одаренная пианистка, открывшая музыкальную школу в Риге, куда затем переехала семья Сушковых.
В 1897 году Вячеслав Владимирович окончил Рижское реальное училище и получил среднее образование. После окончания Рижского политехнического института в 1903 году, получил квалификацию инженер-технолог.

### Производственная деятельность
С апреле 1903 года по январь 1907 года, Вячеслав Владимирович начал работать ассистентом на механическом отделении, по курсу прикладной механики в Рижском политехническом институте. Затем в течение 12 лет работал на производстве, занимая крупные инженерные должности на предприятиях различного профиля.
(1907—1908) — главный механик на машино- и судостроительном заводе в г. Благовещенске на Амуре.
(1908—1912) — начальник автомобильных мастерских Русско-Балтийского завода в Риге.
С марта 1912 года — он на Рижском вагоностроительном заводе «Саламандра». В том же году выезжает в командировку на ряд крупных машиностроительных заводов Германии, Австрии, Франции, Швейцарии. По возвращении в Ригу, стал главным инженером завода “Саламандра”.
Во время Первой мировой войны в 1915 году, в связи с приближением фронта военных действий к Риге, завод эвакуируется в Пермь. Там инженер Сушков заведует снарядным отделением Пермского пушечного завода.
Последняя инженерная должность — начальник механического и инструментального отделов на Московском автомобильном заводе АМО.
В 1918 г. большинство промышленных предприятий остановились: не было ни топлива, ни сырья. Это стало причиной переезда многих специалистов из столицы в регионы.

### Научная деятельность

Преподаватели и студенты ИВПИ (1922).
Сидят: второй слева — В. В. Сушков, третий слева — А. А. Борнеман, в центре — А. И. Некрасов

Огромный производственный опыт помог будущему профессору Сушкову в его преподавательской работе. Зимой 1918 года Вячеслав Владимирович переезжает в Иваново-Вознесенск. Уже тогда он знал многих преподавателей, в их числе первый ректор ИВПИ Михаил Николаевич Берлов, а так же профессор Андрей Александрович Борнеман.
С 1 января 1919 года до 1951 года Вячеслав Владимирович был бессменным руководителем кафедры «Техническая термодинамика» в Иваново-Вознесенском политехническом институте, заложив лучшие традиции кафедры в педагогической и научно-исследовательской деятельности.
(1924—1927) — ректор Иваново-Вознесенского политехнического института. Большая организаторская работа в вузе дополненная общественной работой в городском совете и исполнительном комитете, уплотнили его график научной и педагогической деятельности. 

(1933—1937) — заместитель директора вуза по научной и учебной работе.
В 1937 году Вячеслав Владимирович был утвержден ВАК в ученом звании профессора по кафедре «Теоретическая теплотехника». А в 1946 году ему присудили ученую степень доктора технических наук.
Продолжительная напряженная работа в 1940-е года сильно подорвала здоровье Вячеслава Владимировича. Последние годы работы на кафедре он передвигался с трудом, читал лекции сидя в кресле-каталке.
В 1951 г. после семидесятилетнего юбилея, который был широко отпразднован в институте, выходит на пенсию, а 3 июля подписан приказ об освобождении профессора Сушкова от работы, в связи с переходом на пенсию.
19 июля 1951 года Вячеслав Владимирович умер.

## Публикации
Вячеслав Владимирович был не только автором собственных учебников, но и рецензентом других авторов. В связи с очень большой и весьма ценной работой по рецензированию учебной литературы, уже после смерти Сушкова, на одной из всесоюзных конференций по термодинамике профессор Вукалович Михаил Петрович высказался о нем как о наставнике целого поколения ученых-термодинамиков.
- Сушков В. В. «Двигатели внутреннего сгорания» / Сушков В. В.;. — Иваново-Вознесенск: Студ. изд-во Губбюро пролетстуда, 1925. — 230 с.

- Сушков В. В. «Техническая термодинамика» / Сушков В. В.;. — Москва: Гос. техн. изд-во, 1926. — 208 с.

## Награды
В декабре 1943 года решением Президиума Верховного Совета СССР В. В. Сушков за широкую помощь промышленности в дни войны награжден орденом Трудового Красного Знамени. В 1946 году добавилась медаль «За доблестный труд в Великой Отечественной войне». За период 1930-40-х гг. профессор Сушков был удостоен около двадцати наград, среди которых и благодарность министра электростанций СССР.